# Pokrzywnica (powiat starachowicki)
Pokrzywnica – wieś w Polsce, położona w województwie świętokrzyskim, w powiecie starachowickim, w gminie Pawłów.
W latach 1975–1998 miejscowość należała administracyjnie do województwa kieleckiego.
Obok wsi przepływa rzeka Pokrzywianka.
Przez wieś przechodzi  niebieski szlak turystyczny z Łysej Góry do Pętkowic.
Wierni Kościoła rzymskokatolickiego należą do parafii św. Jana Chrzciciela w Pawłowie.

## Części wsi
| SIMC    | Nazwa     | Rodzaj     |
| ------- | --------- | ---------- |
| 1019266 | Doły      | część wsi  |
| 0260681 | Iwniki    | przysiółek |
| 1019303 | Niwki     | część wsi  |
| 0260675 | Parcela   | część wsi  |
| 0260706 | Rysiowiec | osada      |
| 0260698 | Wymysłów  | osada      |

## Historia
W XV wieku wieś Pokrzywnica stanowiła własność szlachecką w położoną w ówczesnej parafii Pawłów, wówczas własność Anny Gruszczyńskiej, córki Jana Gniewosza herbu Zgraja. Wieś posiadała 8 łanów kmiecych, 2 karczmy z rolą, 1 zagrodnika. Z połowy łanów płacono dziesięcinę biskupowi i proboszczowi kieleckiemu, a z 4 łanów i karczmy dziesięcinę wartości 5 grzywien biskupowi krakowskiemu. Z folwarku rycerskiego dziesięcinę wartości 2 grzywien pobierał kościół w Pawłowie (Długosz L.B. t. II, s.485).
Pokrzywnicę w wieku XIX opisano jako wieś nad rzeką Kamionką w powiecie iłżeckim, gminie Chybice, parafii Pawłów. Odległa od Iłży 26 wiorsty, w roku 1885 posiadała 32 domy i 201 mieszkańców z gruntem 298 mórg ziemi dworskiej i 328 włościańskiej.
Według spisu miast, wsi, osad Królestwa Polskiego z 1827 roku było tu 21 domów i 151 mieszkańców

## Zabytki
Park dworski z XVIII, przebudowany po 1918, wpisany do rejestru zabytków nieruchomych (nr rej.: A.812 z 9.12.1957).